# Na Ukrajinu!
"Na Ukrajinu!" (ros. Бронепотяг "На Україну!") – ukraiński pociąg pancerny podczas polsko-bolszewickiej
Pociąg występuje w dokumentach operacyjnych Sztabu Głównego Armii Czynnej Ukraińskiej Republiki Ludowej dopiero od końca września 1920 r. Załoga liczyła zaledwie 57 żołnierzy, w tym 6 oficerów. Nie brał jednak udziału w żadnych działaniach wojskowych. Prawdopodobnie nie zdążono skierować go do walki przed ogłoszeniem zawieszenia broni między Polakami i bolszewikami pod koniec października tego roku a obsadzała go załoga szkieletowa.